# Aldrix Jara
Aldrix Esteban Jara Falcón (Quilpué, Región de Valparaíso, Chile, 8 de septiembre de 2000) es un futbolista chileno. Juega de delantero en Cobreloa de la Primera B de Chile.

## Trayectoria
Oriundo de Quilpué, es producto de las divisiones inferiores de Santiago Wanderers, comenzó a formar parte del primera equipo wanderino en 2019, donde no vio minutos. Debutó en el profesionalismo el 15 de octubre de 2020 en la derrota wanderina ante Unión La Calera. Terminó la temporada 2020 cedido en Deportes Recoleta de la Segunda División chilena.
En julio de 2022, se marchó cedido a Trasandino de la Segunda División.

## Clubes
| Club                         | País  | Año       |
| ---------------------------- | ----- | --------- |
| Santiago Wanderers           | Chile | 2019-2023 |
| → Deportes Recoleta (cedido) | Chile | 2020      |
| → Trasandino (cedido)        | Chile | 2022-2023 |
| Deportes Limache             | Chile | 2024-Act. |
| → Cobreloa (cedido)          | Chile | 2025-Act. |

## Estadísticas

### Clubes
| Club             | Div | Temporada | Liga     | Liga  | Liga        | Copas nacionales | Copas nacionales | Copas nacionales | Torneos internacionales | Torneos internacionales | Torneos internacionales | Total    | Total | Total       |
| Club             | Div | Temporada | Partidos | Goles | Asistencias | Partidos         | Goles            | Asistencias      | Partidos                | Goles                   | Asistencias             | Partidos | Goles | Asistencias |
| ---------------- | --- | --------- | -------- | ----- | ----------- | ---------------- | ---------------- | ---------------- | ----------------------- | ----------------------- | ----------------------- | -------- | ----- | ----------- |
| Cobreloa · Chile | 2.ª | 2025      | 4        | 5     | 0           | -                | -                | -                | -                       | -                       | -                       | 4        | 5     | 0           |

## Palmarés

### Títulos nacionales
| Título    | Club                                | País  | Año  |
| --------- | ----------------------------------- | ----- | ---- |
| Primera B | Club de Deportes Santiago Wanderers | Chile | 2019 |